# كاميران علي بدرخان
كاميران علي بدرخان (بالكردية: کامەران بەدرخان، Kamuran Alî Bedirxan)‏ سياسي ومحامي وكاتب كردي ولد في 21 أغسطس 1895 في اسطنبول، الدولة العثمانية وتوفي في 6 ديسمبر 1978 في باريس.

## مسار مهني

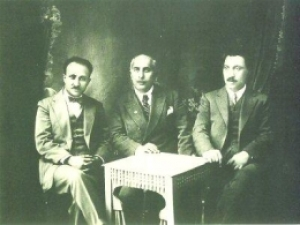
الإخوة بدرخان، من اليسار إلى اليمين: كاميران (1895-1978)، سرييا (1883-1938)، جلادت (1895-1951).

التحق كاميران بمدرسة غلطة سراي الثانوية الفرنسية في إسطنبول. بين عامي 1905 و1908 اضطرت عائلته إلى مغادرة المدينة بسبب جريمة قتل في محافظات إسطنبول وعاشت في إسبرطة وبيروت. درس القانون في وقت لاحق في جامعة إسطنبول وعمل محاميا. في عام 1918، أصبح عضوًا في جمعية نهوض كردستان (Kurdistan Teali Cemiyeti)، مثله مثل غيره من أفراد عائلته. في عام 1919، رافق كاميران وشقيقه جلادت بدرخان الضابط البريطاني إدوارد نويل في رحلاته عبر العراق. كان نويل يقيِّم إمكانية إنشاء دولة رسمية لكردستان.